# Казенний приказ
Казенний приказ — палацовий заклад у Московії у 16-17 ст. У його управління входило виробництво та зберігання цінностей царської скарбниці, торговельні операції для царських потреб, фінансування державно-важливих проектів.
Виділився з князівської скарбниці.
Заснований, мабуть, одночасно з появою звання скарбника, тобто близько 1495. Назва «Казенна ізба» вперше зустрічається в 1578, «Казенний двір», вперше згадується в 1598.
Скарбник, головна особа цього наказу, завідував Казенным двором, де зберігалися і звідки видавалися дорогі речі, що становили царську скарбницю. Казенный двір видавав царську платню, крім грошей, їстівних і питних припасів.
У розпорядженні Казенного приказу полягало кілька кушнірів і кравців; у ньому були деякі посадські торгові люди, збори з яких надходили сюди. Казенный наказ розміщувався у Москві, при Благовіщенському соборі.
За записником 1665 року у віданні Казенного двору перебували Гості та Гостинна сотня.
Згідно з архівними даними, Казенный приказ фінансував будівництво будівлі та навчальну діяльність Слов'яно-греко-латинської академії.
У 1711 підпорядкований приказу Великої скарбниці. Найбільшого значення він набув з часу з'єднання з палатами майстерні, збройової, патріаршою і конюшеним приказом при боярині П. І. Прозоровському і приміщення його в золотій та срібній залах Кремлівського палацу.